# Kim Grant
Kim Tyrone Grant (Sekondi-Takoradi, 25 settembre 1972) è un dirigente sportivo, allenatore di calcio ed ex calciatore ghanese, di ruolo attaccante. La sua carriera calcistica professionistica, iniziata nel 1988, è durata vent'anni, fino al 2008, anno del ritiro, in seguito al quale ha intrapreso la carriera di allenatore e dirigente sportivo, ruolo che riveste al Prague Raptors dal 2019. Da calciatore ha disputato partite in 14 stati diversi e tre continenti: è entrato a far parte, infatti, delle rose di club calcistici africani, asiatici ed europei. L'Europa è il continente dove ha militato più tempo nelle prime squadre: quattordici anni, di cui tredici solo in Inghilterra (dal 1991 al 2004). Infine, tra il 1996 e il 1997 ha ottenuto sette presenze con la Nazionale ghanese, segnando una rete.

## Biografia
Kim Grant è nato il 25 settembre 1972 a Sekondi-Takoradi, in Ghana, ma si è presto trasferito a Brighton, in Inghilterra, dove ha passato la sua infanzia ed è cresciuto.

## Carriera

### Giocatore

#### Club
Kim Grant inizia nelle giovanili del Charlton nel 1988, all'età di quindici anni. Nel marzo 1991 firma il suo primo contratto professionistico e passa in prima squadra, con cui debutta a soli diciassette anni. Rimane al Charlton fino al 1996: in questi cinque anni colleziona, in tutte le competizioni, 155 presenze e 25 reti. Nel marzo del 1996 viene acquistato dal Luton Town per 250 mila sterline, dove trascorre un anno e mezzo prima di trasferirsi in prestito al Millwall. Dopo questo breve prestito, in cui segna 4 reti in 5 presenze, il Millwall decide di riscattarlo per 185 mila sterline: rimane nella rosa del club per due stagioni, ottenendo in tutte le competizioni 57 presenze e 9 reti. A questo punto della carriera viene ceduto in prestito al Notts County, dove trascorre appena tre mesi (da dicembre 1988 a febbraio 1989), ottenendo sei presenze e una rete.
Grant lascia il Millwall nel 1999 e si trasferisce al Lommel per 80 mila sterline, e alla prima stagione con il club segna tre reti in 19 presenze in campionato. Nel 2000 si trasferisce al club portoghese Marco, con cui nella stagione 2000-2001 colleziona due presenze e nessuna rete. Torna in Inghilterra nell'agosto del 2001, dopo aver firmato per lo Scunthorpe United, con cui colleziona cinque presenze e una rete in tutte le competizioni; a ottobre, invece, firma con lo Yeovil Town. Alla prima stagione con Grant in rosa, il club vince la FA Trophy e arriva secondo nella Football Conference. Alla seconda stagione, invece, lo Yeovil Town, vince la Football Conference, venendo così promosso alla Football League.
Dopo aver collezionato 39 presenze e otto reti con lo Yeovil Town, Grant fa ritorno in Portogallo e nel 2003 firma con l'Imortal, con cui nella stagione 2003-2004 ottiene 12 presenze in campionato e sei reti. Si trasferisce poi al Sarawak, dove nel 2004 segna in campionato tre reti in otto presenze. Trascorre poi un breve periodo alla squadra giapponese del Shonan Bellmare, con cui però non ottiene alcuna presenza.
Ritorna in Inghilterra nell'agosto del 2005, e nel febbraio 2006 firma un contratto con il Wimbledon, con cui disputa quattro partite. Nel 2007 firma invece per il Geylang, con cui colleziona in campionato sette presenze e tre reti. Al termine della stagione viene licenziato per dei gravi comportamenti tenuti verso la dirigenza del Geylang. Viene nuovamente acquistato dal Woking, ma nel 2008, anno del suo ritiro, non ottiene alcuna presenza.

#### Nazionale
Kim Grant viene convocato per la prima volta nella Nazionale ghanese il 2 giugno 1996, in occasione dell'amichevole contro la Danimarca, persa 1-0. Grant, con la sua Nazionale, ottiene in totale sette presenze e una rete, tutte tra il 1996 e il 1997.

### Allenatore e dirigente sportivo
Dopo il ritiro Kim Grant intraprende la carriera di allenatore. Nel maggio del 2008 viene nominato nello staff tecnico del Woking, con cui ha concluso la sua carriera da giocatore. Tuttavia, il 3 settembre 2008 dopo sette partite, nelle quali il club ottiene solo due punti, viene esonerato. Nell'estate del 2009, invece, ritorna in Ghana e diventa proprietario e allenatore del Takoradi. Dopo diverso tempo, nel gennaio 2014 fonda la Kim Grant International Football Academy (anche nota con l'acronimo KG-IFA). A maggio dello stesso anno, invece, viene nominato allenatore del Cape Coast, che si trovava all'ultimo posto della classifica. Con l'arrivo di Grant, il club riesce a salvarsi dalla retrocessione e terminando il campionato al nono posto. Ad aprile 2017 viene ingaggiato invece dal Saif, club del Bangladesh.
Nel dicembre 2017 viene nominato direttore tecnico dell'Elmina Sharks, ruolo da cui si dimette nell'ottobre del 2018. Viene poi ingaggiato dall'Accra Hearts, un club ghanese, sia come allenatore che come direttore sportivo, firmando un contratto triennale. Il 31 dicembre 2019 Grant viene esonerato dall'Accra Hearts, ma la dirigenza del club non ha fornito alcuna motivazione.
Dopo essere stato esonerato dall'Accra Hearts, Grant assume, ma su base volontaria e senza alcun contratto, il ruolo di direttore sportivo e componente dello staff tecnico del Prague Raptors, club della Repubblica Ceca. Il presidente del club, Daz Moss, gli ha affidato il compito di supervisionare il progetto calcistico del club. Durante il periodo di Grant nello staff tecnico, il Prague Raptors ha aumentato notevolmente il livello delle sue prestazioni, ottenendo tre promozioni in quattro anni e disputato le finali del Trofeo Fenix per due anni consecutivi, nel 2022 e nel 2023, venendo però sconfitto entrambe le volte. Grant ha anche, per un periodo di tempo più breve, seguito la squadra femminile del Prague Raptors, portandola alla storica promozione alla seconda divisione ceca, per la prima volta nella sua storia. Inoltre Grant ha supportato la fondazione della Prague Raptors Youth Academy, il settore giovanile del club.

## Statistiche

### Presenze e reti nei club
Statistiche aggiornate al 2018.
| Stagione           | Squadra            | Campionato         | Campionato | Campionato | Coppe nazionali | Coppe nazionali | Coppe nazionali | Coppe continentali | Coppe continentali | Coppe continentali | Altre coppe | Altre coppe | Altre coppe | Totale | Totale |
| Stagione           | Squadra            | Comp               | Pres       | Reti       | Comp            | Pres            | Reti            | Comp               | Pres               | Reti               | Comp        | Pres        | Reti        | Pres   | Reti   |
| ------------------ | ------------------ | ------------------ | ---------- | ---------- | --------------- | --------------- | --------------- | ------------------ | ------------------ | ------------------ | ----------- | ----------- | ----------- | ------ | ------ |
| 1990-1991          | Charlton           | SD                 | 12         | 2          | -               | -               | -               | -                  | -                  | -                  | -           | -           | -           | 12     | 2      |
| 1991-1992          | Charlton           | SD                 | 4          | 0          | -               | -               | -               | -                  | -                  | -                  | -           | -           | -           | 4      | 0      |
| 1992-1993          | Charlton           | FD                 | 21         | 2          | -               | -               | -               | -                  | -                  | -                  | -           | -           | -           | 21     | 2      |
| 1993-1994          | Charlton           | FD                 | 30         | 1          | -               | -               | -               | -                  | -                  | -                  | -           | -           | -           | 30     | 1      |
| 1994-1995          | Charlton           | FD                 | 26         | 6          | -               | -               | -               | -                  | -                  | -                  | -           | -           | -           | 26     | 6      |
| 1995-mar. 1996     | Charlton           | FD                 | 30         | 7          | -               | -               | -               | -                  | -                  | -                  | -           | -           | -           | 30     | 7      |
| Totale Charlton    | Totale Charlton    | Totale Charlton    | 123        | 18         |                 | -               | -               |                    | -                  | -                  |             | -           | -           | 123    | 18     |
| mar.-giu. 1996     | Luton Town         | FD                 | 10         | 3          | -               | -               | -               | -                  | -                  | -                  | -           | -           | -           | 10     | 3      |
| 1996-1997          | Luton Town         | FD                 | 25         | 2          | -               | -               | -               | -                  | -                  | -                  | -           | -           | -           | 25     | 2      |
| Totale Luton Town  | Totale Luton Town  | Totale Luton Town  | 35         | 5          |                 | -               | -               |                    | -                  | -                  |             | -           | -           | 35     | 5      |
| 1997-1998          | Millwall           | SD                 | 39         | 8          | -               | -               | -               | -                  | -                  | -                  | -           | -           | -           | 39     | 8      |
| 1998-1999          | Millwall           | SD                 | 16         | 3          | -               | -               | -               | -                  | -                  | -                  | -           | -           | -           | 16     | 3      |
| Totale Millwall    | Totale Millwall    | Totale Millwall    | 55         | 11         |                 | -               | -               |                    | -                  | -                  |             | -           | -           | 55     | 11     |
| 1998-1999          | Notts County       | SD                 | 6          | 1          | -               | -               | -               | -                  | -                  | -                  | -           | -           | -           | 6      | 1      |
| 1999-2000          | KFC Lommel         | 1D                 | 19         | 3          | -               | -               | -               | -                  | -                  | -                  | -           | -           | -           | 19     | 3      |
| 2000-2001          | Marco              | SL                 | 2          | 0          | -               | -               | -               | -                  | -                  | -                  | -           | -           | -           | 2      | 0      |
| ago.-ott. 2001     | Scunthorpe United  | TD                 | 4          | 1          | -               | -               | -               | -                  | -                  | -                  | -           | -           | -           | 4      | 1      |
| ott. 2001-2022     | Yeovil Town        | CL                 | 20         | 5          | -               | -               | -               | -                  | -                  | -                  | -           | -           | -           | 20     | 5      |
| 2002-2003          | Yeovil Town        | CL                 | 13         | 1          | -               | -               | -               | -                  | -                  | -                  | -           | -           | -           | 13     | 1      |
| Totale Yeovil Town | Totale Yeovil Town | Totale Yeovil Town | 33         | 6          |                 | -               | -               |                    | -                  | -                  |             | -           | -           | 33     | 6      |
| 2003-2004          | Imortal            | CDP                | 12         | 6          | -               | -               | -               | -                  | -                  | -                  | -           | -           | -           | 12     | 6      |
| 2004               | Sarawak            | LS                 | 7          | 3          | -               | -               | -               | -                  | -                  | -                  | -           | -           | -           | 7      | 3      |
| 2005               | Shonan Bellmare    | JL                 | 0          | 0          | -               | -               | -               | -                  | -                  | -                  | -           | -           | -           | 0      | 0      |
| 2005-2006          | Ebbsfleet          | CLN                | 7          | 1          | -               | -               | -               | -                  | -                  | -                  | -           | -           | -           | 7      | 1      |
| 2006               | AFC Wimbledon      | Isthmian League PD | 4          | 0          | -               | -               | -               | -                  | -                  | -                  | -           | -           | -           | 19     | 10     |
| 2007               | Geylang United     | PL                 | 8          | 3          | -               | -               | -               | -                  | -                  | -                  | -           | -           | -           | 8      | 3      |
| 2008-2009          | Woking             | CLP                | 0          | 0          | -               | -               | -               | -                  | -                  | -                  | -           | -           | -           | 0      | 0      |
| Totale carriera    | Totale carriera    | Totale carriera    | 330        | 68         |                 | -               | -               |                    | -                  | -                  |             | -           | -           | 330    | 68     |

### Cronologia presenze e reti in nazionale
| Cronologia completa delle presenze e delle reti in nazionale ― Ghana | Cronologia completa delle presenze e delle reti in nazionale ― Ghana | Cronologia completa delle presenze e delle reti in nazionale ― Ghana | Cronologia completa delle presenze e delle reti in nazionale ― Ghana | Cronologia completa delle presenze e delle reti in nazionale ― Ghana | Cronologia completa delle presenze e delle reti in nazionale ― Ghana | Cronologia completa delle presenze e delle reti in nazionale ― Ghana | Cronologia completa delle presenze e delle reti in nazionale ― Ghana |
| Data                                                                 | Città                                                                | In casa                                                              | Risultato                                                            | Ospiti                                                               | Competizione                                                         | Reti                                                                 | Note                                                                 |
| -------------------------------------------------------------------- | -------------------------------------------------------------------- | -------------------------------------------------------------------- | -------------------------------------------------------------------- | -------------------------------------------------------------------- | -------------------------------------------------------------------- | -------------------------------------------------------------------- | -------------------------------------------------------------------- |
| 21-6-1996                                                            | Copenaghen                                                           | Danimarca                                                            | 1 – 0                                                                | Ghana                                                                | Amichevole                                                           | -                                                                    | 52’                                                                  |
| 21-9-1996                                                            | Pretoria                                                             | Sudafrica                                                            | 0 – 0                                                                | Ghana                                                                | Amichevole                                                           | -                                                                    | Ammonizione                                                          |
| 6-10-1996                                                            | Kumasi                                                               | Ghana                                                                | 2 – 1                                                                | Angola                                                               | Coppa delle nazioni africane 1998                                    | 1                                                                    | Uscita                                                               |
| 12-1-1997                                                            | Kumasi                                                               | Ghana                                                                | 2 – 2                                                                | Marocco                                                              | Coppa delle nazioni africane 1998                                    | -                                                                    | 80’                                                                  |
| 26-1-1997                                                            | Harare                                                               | Zimbabwe                                                             | 0 – 0                                                                | Ghana                                                                | Coppa delle nazioni africane 1998                                    | -                                                                    |                                                                      |
| 27-4-1997                                                            | Accra                                                                | Ghana                                                                | 3 – 0                                                                | Gabon                                                                | Coppa delle nazioni africane 1998                                    | -                                                                    | 77’                                                                  |
| 26-1-1997                                                            | Casablanca                                                           | Marocco                                                              | 1 – 0                                                                | Ghana                                                                | Coppa delle nazioni africane 1998                                    | -                                                                    | 16’ - 46’                                                            |
| Totale                                                               |                                                                      | Presenze                                                             | 7                                                                    |                                                                      | Reti                                                                 | 1                                                                    |                                                                      |

## Palmarès

### Giocatore

#### Club
- FA Trophy: 1

Yeovil Town: 2001-2002
- National League (campionato inglese): 1

Yeovil Town: 2002-2003